# Michael Bayersdörfer
Michael Bayersdörfer (* 10. Juli 1867 in Bellheim; † 20. März 1940 in München) war ein deutscher Politiker und Reichstagsabgeordneter (BVP). Dem Reichstag gehörte er von 1924 (2. Wahlperiode) bis 1933 (8. Wahlperiode) an.

## Leben
Bayersdörfer besuchte die Gymnasien in Germersheim, Speyer sowie in Landau (Pfalz) und studierte anschließend Medizin in Würzburg, Heidelberg und in München. Seine Promotion und Approbation erfolgte 1892, an die sich die Prüfung für den ärztlichen Staatsdienst 1897 anschloss.
Zwischen 1892 und 1894 arbeitete er in Schaidt als praktischer Arzt, anschließend ab 1894 in Neustadt an der Weinstraße. Hier war er ab 1919 Krankenhausarzt am Hetzelstift. Seit 1910 war er Mitglied im Stadtrat von Neustadt und wurde 1920 in den Kreistag der Pfalz gewählt, wo er stellvertretender Vorsitzender wurde. Als die französische Besatzungsbehörde den Vorsitzenden Otto Strobel aus Pirmasens verhaftete und später auswies, rückte Bayersdörfer nach und übernahm die Kreisgeschäfte. Im Februar und März 1924 führte er die Verhandlungen mit der Interalliierten Rheinlandkommission, deren Ende mit dem Abflauen der separatistischen Bestrebungen in der Pfalz und mit der Wiederaufnahme der regulären Verwaltung markiert sind.
Bayersdörfer war zeitweise Mitglied im Landesvorstand der Bayerischen Volkspartei. In Landau war er Mitbegründer der dortigen Tageszeitung Der Rheinpfälzer. Bayersdörfer war Geheimer Rat und Ehrenmitglied der Universität Würzburg.